# Avignoni fogság

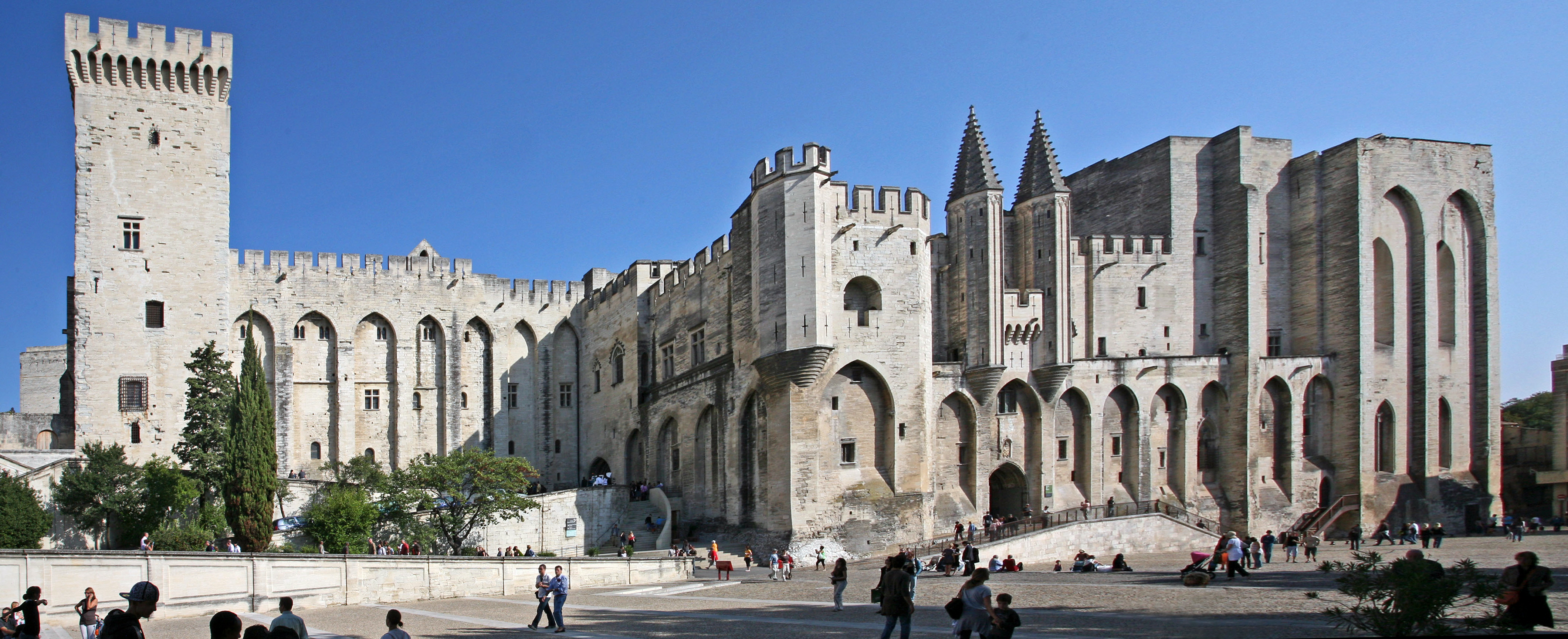
Az avignoni pápai palota

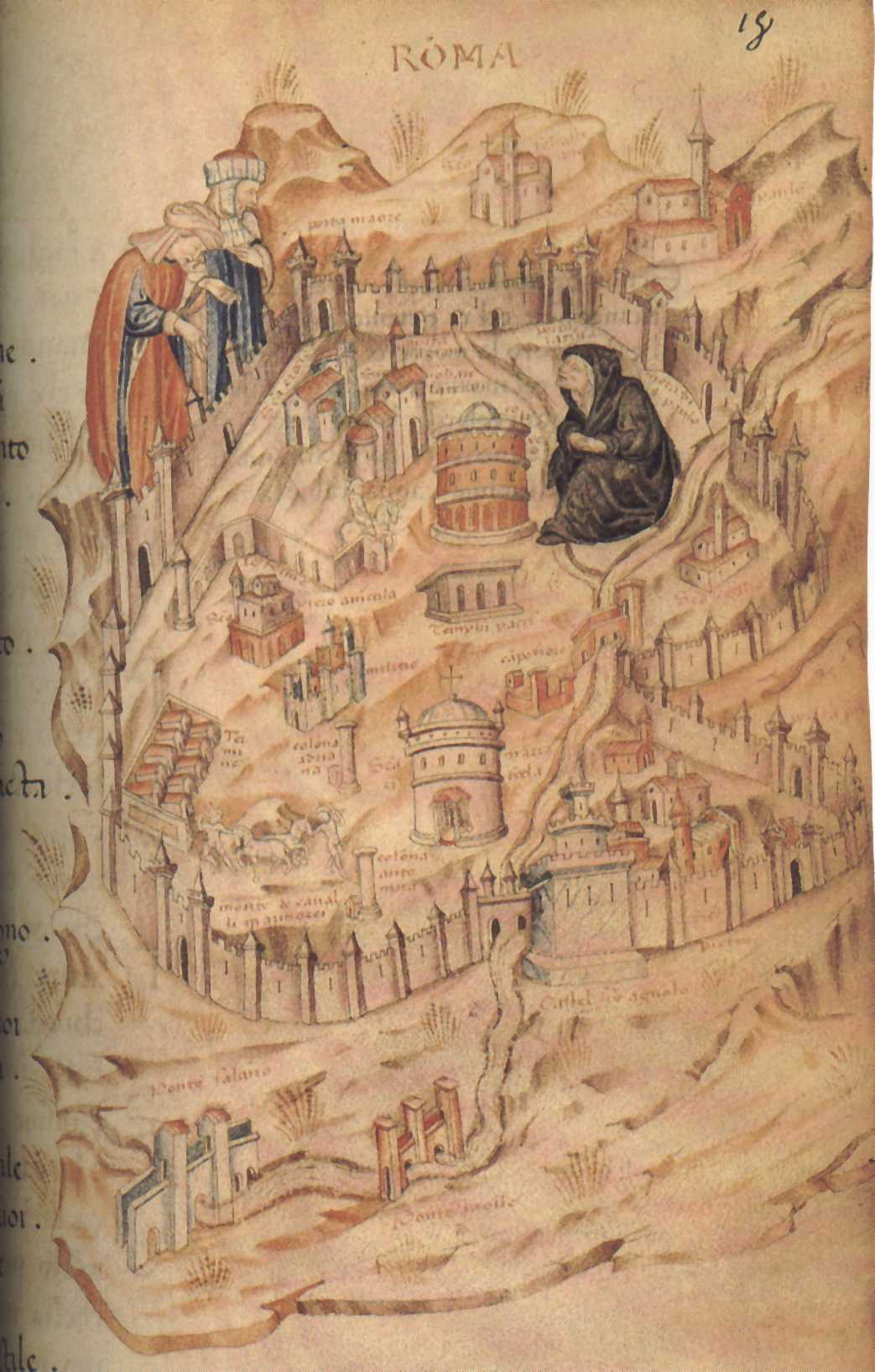
Róma városának térképe, a fekete ruhát viselő gyászoló özvegy az avignoni fogság ideje alatti Róma allegorikus figurája

Az avignoni fogság azt az 1309 és 1377 közötti időszakot jelöli, amelynek során a pápa székhelyét – Róma helyett – a Rhône folyó mentén található franciaországi Avignon városába helyezték át.
Az avignoni fogság volt a katolikus egyház történetének utolsó olyan időszaka, amikor a pápák önszántukból hagyták el Rómát.

## Előzmények
IV. Miklós pápa halálát követően 1294. július 5-én V. Celesztint választották pápává, aki – mivel korábban szerzetes volt – nem értett a politikához, sokkal inkább imádkozással töltötte napjait, s ezért könnyen befolyásolható volt. Benedetto Gaetani bíboros nagy hatást gyakorolt rá, s végül elérte azt is, hogy 1294 decemberében Celesztin – a történelemben első pápaként – aláírja lemondását. Tíz nappal később Gaetanit VIII. Bonifác néven választották meg pápává, aki ebben a minőségében rövidesen hozzá is kezdett az invesztitúraharcok után a pápaság III. Sándor pápa által megszilárdított pozíciójának a világi hatalommal szembeni megerősítéséhez. Bonifác szeretett volna egy újabb keresztes hadjáratot indítani a Szentföldre, ám a legfontosabb európai hatalmak: Franciaország és Anglia háborút viselt egymás ellen, így az ő segítségükre nem lehetett számítani. A pápa megkísérelte kibékíteni a feleket, ám ekkor ő maga lett újabb konfliktus okozója, hiszen tudomására jutott, hogy a francia király (Szép Fülöp) a háborús kiadásait az egyházi jövedelmek és birtokok lefoglalásából származó összegekkel finanszírozza. Emiatt Bonifác kiadta a Clericis laicos kezdetű pápai bulláját, amelyben felszólította a világi uralkodókat, hogy hagyjanak fel az egyházi jövedelmek lefoglalásával, hiszen ehhez nincsen joguk. Erre válaszképpen Fülöp rendeleti úton megtiltotta az országából a pápai állam felé irányuló nemesfém- és élelmiszer-kivitelt, emiatt a pápának be kellett hódolnia, hiszen szorult helyzetbe került. 1297-ben kénytelen volt kibocsájtani az Ineffabilis amor kezdetű bulláját, melyben magyarázkodik korábbi kirohanásai miatt, s nyilvánvalóvá teszi, hogy nem akar beleszólni a világi államok ügyeibe, ő csupán a saját jogos bevételét védi. Végül Fülöp hajlandó volt békét kötni (ennek egyik feltétele volt, hogy Bonifác avassa szentté Fülöp nagyapját, IX. Lajos lovagkirályt); az angol–francia ellentét is lezárult, amelyet házassággal is tartóssá tettek (Fülöp az angol király fiához, II. Eduárdhoz adta hozzá Izabella nevű lányát). 1303. szeptember 3-án Fülöp martalócai megostromolták a pápa anagni palotáját, több bíborost meggyilkoltak, Bonifácot elfogták, aki a kínzásai során szerzett sebesüléseibe október 11-én belehalt.

## Az itáliai szál
A francia királlyal való torzsalkodás idején a pápai állam területén is feszültté vált a helyzet. A hagyományosan ghibellin (az invesztitúraharcokban a császárt támogató) Colonna család két tagja: Jacopo és unokaöccse, Pietro a bíborosi kollégium tagjai voltak, óriási befolyással rendelkeztek. Hosszú időkre volt visszavezethető a (hagyományosan guelf, azaz pápa-párti) Orsinikkel való vetélkedésük. Az Orsinik segítették hatalomra Bonifácot is, s egy részről ez volt az oka annak, hogy a Colonnák nem kedvelték az új pápát, mert a családjukon belüli birtokperek (Jacopo kitagadta testvéreit az örökségből) ügyében Jacopo testvérei a pápától kértek segítséget, aki kötelezte Jacopót, hogy adja vissza a testvéreket megillető birtokrészeket. Erre válaszként ő megtagadta az engedelmességet mondván, hogy Bonifác csak trónbitorló, s elődje a törvényes pápa, ezért nem köteles neki engedelmeskedni.   
Szép Fülöp francia király uralkodásának idején Franciaország nagyhatalmi szerepbe került, a Német-római Birodalom pedig hanyatlott. Az erős Franciaország többek között befolyása alá vonta a pápaságot is, annak székhelyét áttették Avignonba, és ezentúl a pápai trónra franciák kerültek, akik az erős francia királyságra támaszkodva igyekeztek megerősíteni az egyházon belüli hatalmukat. XI. Gergely, a történelem hetedik, egyben utolsó avignoni pápája a legenda szerint Sziénai Szent Katalin rábeszélésére és személyes támogatásával 1376 őszén útra kelt Rómába, és 1377. január 17-én bevonult az „örök városba”. Gergely költözködése nyomán véget ért az avignoni fogság közel hetven éven át tartó időszaka. A pápa hazatérése után azonban súlyos válságidőszak és ideiglenes szakadás következett a római katolikus egyház életében.

## Avignoni pápák
- V. Kelemen (1305–1314) – 1309-től tartózkodik Avignonban
- XXII. János (1316–1334)
- V. Miklós (1328–1330)
- XII. Benedek (1334–1342)
- VI. Kelemen (1342–1352)
- VI. Ince (1352–1362)
- V. Orbán (1362–1370)
- XI. Gergely (1370–1378)